# Wilhelm Scheuerle
Wilhelm Alexander Scheuerle (* 3. Juli 1911 in Nürnberg; † 7. März 1981 in Heidesheim am Rhein) war ein deutscher Rechtswissenschaftler und Hochschullehrer an der Johannes Gutenberg-Universität Mainz.

## Leben
Scheuerle studierte ab 1930 Rechtswissenschaften und Volkswirtschaftslehre an der Universität München. Nachdem er das Sommersemester 1931 an der Universität Kiel verbracht hatte, legte er im Oktober 1933 in München sein Erstes Juristisches Staatsexamen ab, im Mai 1934 folgte das Diplom in Volkswirtschaftslehre. Im selben Jahr promovierte Scheuerle bei Bernhard Kübler an der Universität Erlangen zum Dr. iur. Nach dem anschließenden Referendariat und dem Zweiten Staatsexamen 1937 arbeitete Scheuerle ab 1938 als Syndikus der Stadt Nürnberg. Diese Tätigkeit nahm er nach dem Zweiten Weltkrieg, in dem Scheuerle in der Wehrmacht als Soldat gedient hatte, wieder auf. 1957 habilitierte er sich an der Universität Mainz unter Josef Esser.
Anschließend war Scheuerle zunächst für zwei Jahre als Privatdozent in Mainz tätig. Im April 1960 beendete er diese Tätigkeit sowie diejenige als Syndikus in Nürnberg und wurde ordentlicher Professor an der Hochschule für Sozialwissenschaften Wilhelmshaven. Bereits im September 1960 wechselte er auf den Lehrstuhl für Bürgerliches, Handels-, Wirtschafts- und Arbeitsrecht an die Universität Mainz, wo er bis zu seiner Emeritierung 1979 lehrte und forschte. Von 1968 bis 1969 war er zudem Dekan der Mainzer rechts- und wirtschaftswissenschaftlichen Fakultät.

## Wirken und Werke (Auswahl)
Scheuerles Forschungsschwerpunkt lag insbesondere im Zivilprozessrecht und dem Gerichtsverfassungsrecht.
- Vertragliche Aufrechnung. Bruck, Erlangen 1934 (Dissertation).
- Rechtsanwendung. Stoytscheff, Nürnberg/Düsseldorf 1952.
- Beiträge zum Problem der Trennung von Tat- und Rechtsfrage. Mohr Siebeck, Tübingen 1958 (Habilitationsschrift).
- Vierzehn Tugenden für vorsitzende Richter. Duncker & Humblot, Berlin 1983, ISBN 978-3-428-05334-6 (posthum veröffentlicht).